# 段違い平行棒

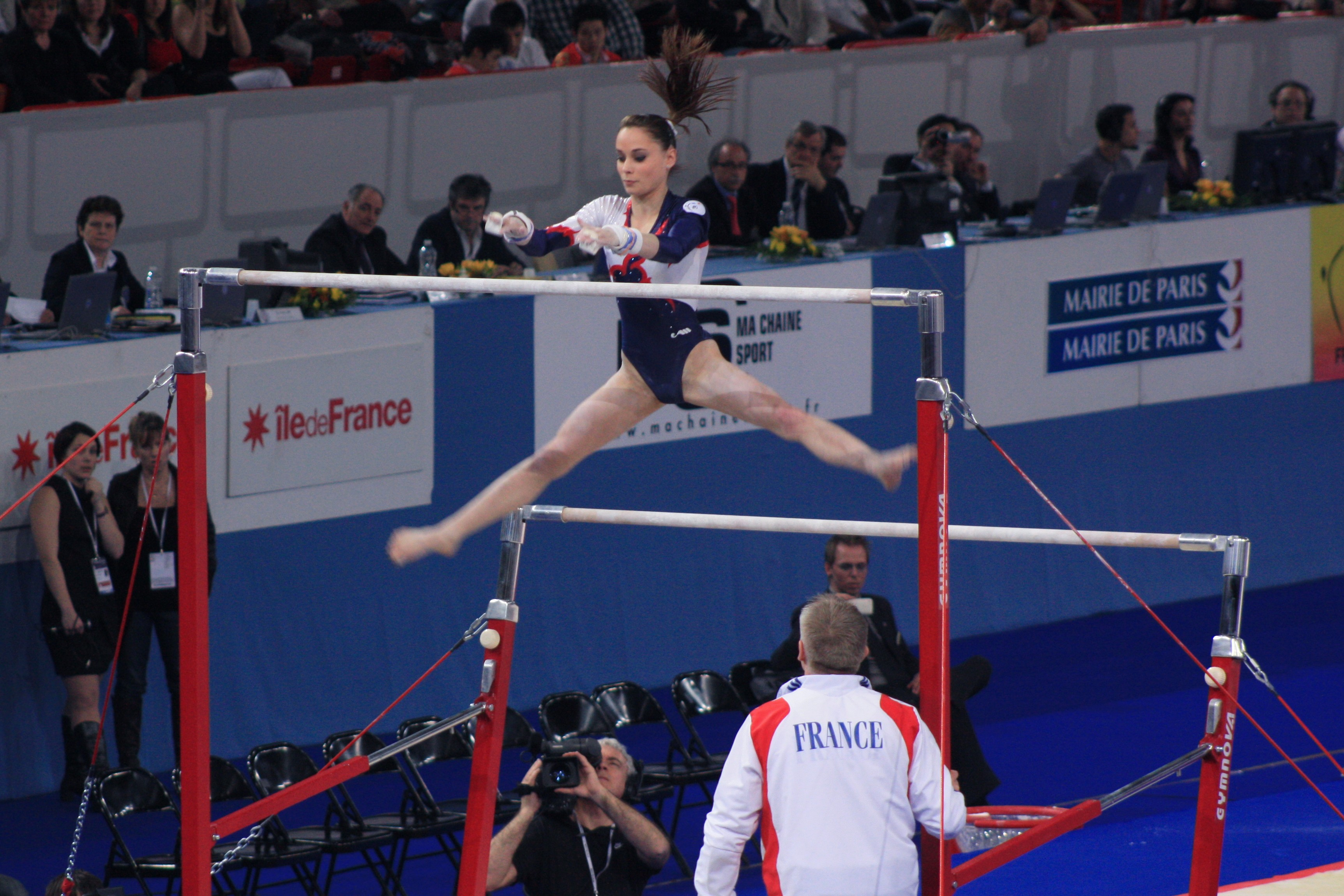
段違い平行棒（2010年4月撮影）

段違い平行棒（だんちがいへいこうぼう）は、体操競技の段違い平行棒種目で使用する体操器具の名称と、それを使った種目の名称。女子のみで行われている種目であり、男子で行われている鉄棒種目に相当する。

## 器具

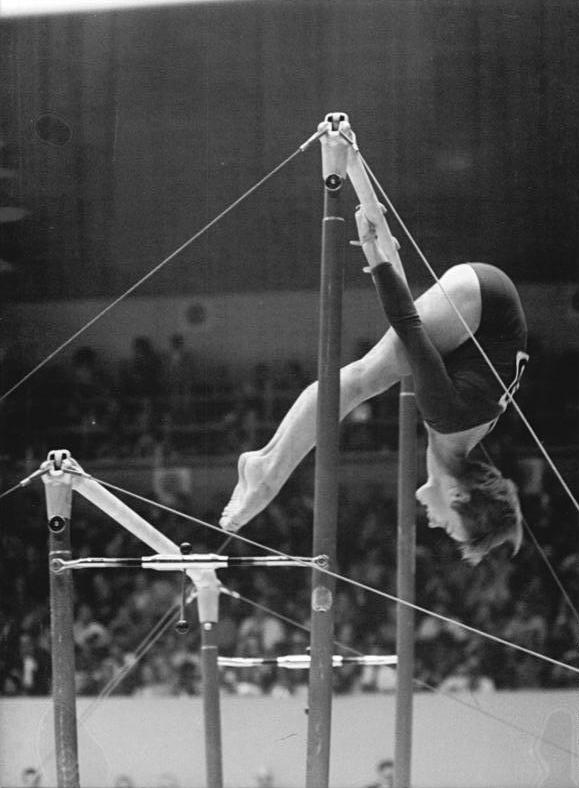
1968年10月撮影、カリン・ヤンツ（東独）の演技。棒間距離が、現在の規格より遥かに短いことが分かる

2本の鉄棒に高さの差をつけて平行に設置したものであり、低い方の棒は地面からの高さが170cm、高い方の棒は高さ250cmである。2本の棒の直線間隔は130cm-180cmの範囲で自由に調節できるようになっている。
男子体操競技の平行棒から生まれた。1936年のベルリンオリンピックの団体競技で初めて導入され、1952年のヘルシンキオリンピックで種目別競技に採用された。2本の棒の高さの差は1936年時点で80cm程度と現在までほぼ変わらないが、棒間距離は1964年時点で430-480mmであったものが次第に拡張され、2001年時点の規格では棒間1300-1800mmとなった。棒の断面もかつては男子の平行棒と同様に卵型をしていたが、楕円形を経て完全な円形へと変更された。
こうした器具改良により演技内容も変化し、かつては男子の平行棒のような静止技が主体だったが、現在では男子の鉄棒競技のような回転技が中心となっている。

## 競技の流れ
この種目は女子団体・女子個人総合で行われるほか、種目別でも単独で行われている。
演技は鉄棒に手を掛けたところから始まり、終末技で着地するか、演技者が途中で棄権するまで行われる。演技終了は終末技の着地動作を完了した時点となり、着地時に静止できず足を踏み出したり転倒した場合は減点対象となる。
この演技の特徴として、演技中に低棒と高棒の間を手放し技で移動しながら演技するということが挙げられる。鉄棒種目では棒が1本しかないため手放し技は同一の棒を再び掴むだけになるが、段違い平行棒ではそのバリエーションが非常に多い。また、鉄棒種目では懸垂から後ろ振り上がりなどで演技が開始されるのに対し、段違い平行棒では助走からロイター板を使用して棒に飛びつき、その勢いで最初から車輪を開始するなどする。そのため、女子の種目でありながら非常にダイナミックな演技を行う種目である。

## 技と採点
この種目は段違い平行棒上で技を行う。非常に多くの技があり、認められている技には難度が設定されている。

## 技の種類
技は数え切れないほど多くの技があるが、系統立てると以下のようになる。
懸垂振動技
車輪など、鉄棒を軸に回転する技。
鉄棒に近い技
シュタルダーなど、鉄棒に近い位置で行われる技で、基本的には懸垂振動技の一種。
手放し技
鉄棒から手を離して実施する技。鉄棒種目のものが流用されることが多い。
移動技
段違い平行棒ならではの、棒間を行き来する技。広義には手放し技に含まれる。
終末技
棒から降り、着地する技。

## 禁止行為
禁止行為を行った場合は0点となる。また、減点が科せられるケースもある。
器具からの落下
棒から落下した場合、減点となる。
静止
演技中に静止してはならない。減点となる。
着地違反
故意に足以外で着地すると0点となる。体操競技においては他種目でも終末技に足以外で着地する技は禁止であり、基本ルールの一つでもある。

## この種目の位置付け
体操競技女子においては男子のみで実施されている鉄棒種目に相当するものとして考えられている。女子で行われる4種目のうち、最もダイナミックな演技を行う種目であり、鉄棒種目同様見た目の派手さがある。しかしながら棒間の移動があるため、鉄棒種目にはない優雅さを演出するものとして、採点傾向も芸術的演技実施への採点配分が大きいなど、女子ならではの種目となっている。